# Tomoya Takeshita
Tomoya Takeshita (武下 智哉 Takeshita Tomoya?, nacido el 7 de mayo de 2002 en Kagawa) es un futbolista japonés que juega como defensa.
En 2019, Takeshita se unió al Kamatamare Sanuki de la J3 League.

## Trayectoria

### Clubes
| Club              | País  | Año    |
| ----------------- | ----- | ------ |
| Kamatamare Sanuki | Japón | 2019 - |

## Estadística de carrera

### J. League
| Club              | Año   | J. League | J. League | Copa J. League | Copa J. League | Total | Total |
| Club              | Año   | Part.     | Goles     | Part.          | Goles          | Part. | Goles |
| ----------------- | ----- | --------- | --------- | -------------- | -------------- | ----- | ----- |
| Kamatamare Sanuki | 2019  | 3         | 0         | -              | -              | 3     | 0     |
| Total             | Total | 3         | 0         | 0              | 0              | 3     | 0     |